# Sainte-Marguerite-sur-Duclair
Sainte-Marguerite-sur-Duclair is een gemeente in het Franse departement Seine-Maritime (regio Normandië) en telt 1631 inwoners (2005). De plaats maakt deel uit van het arrondissement Rouen.

## Geografie
De oppervlakte van Sainte-Marguerite-sur-Duclair bedraagt 7,3 km², de bevolkingsdichtheid is 223,4 inwoners per km².

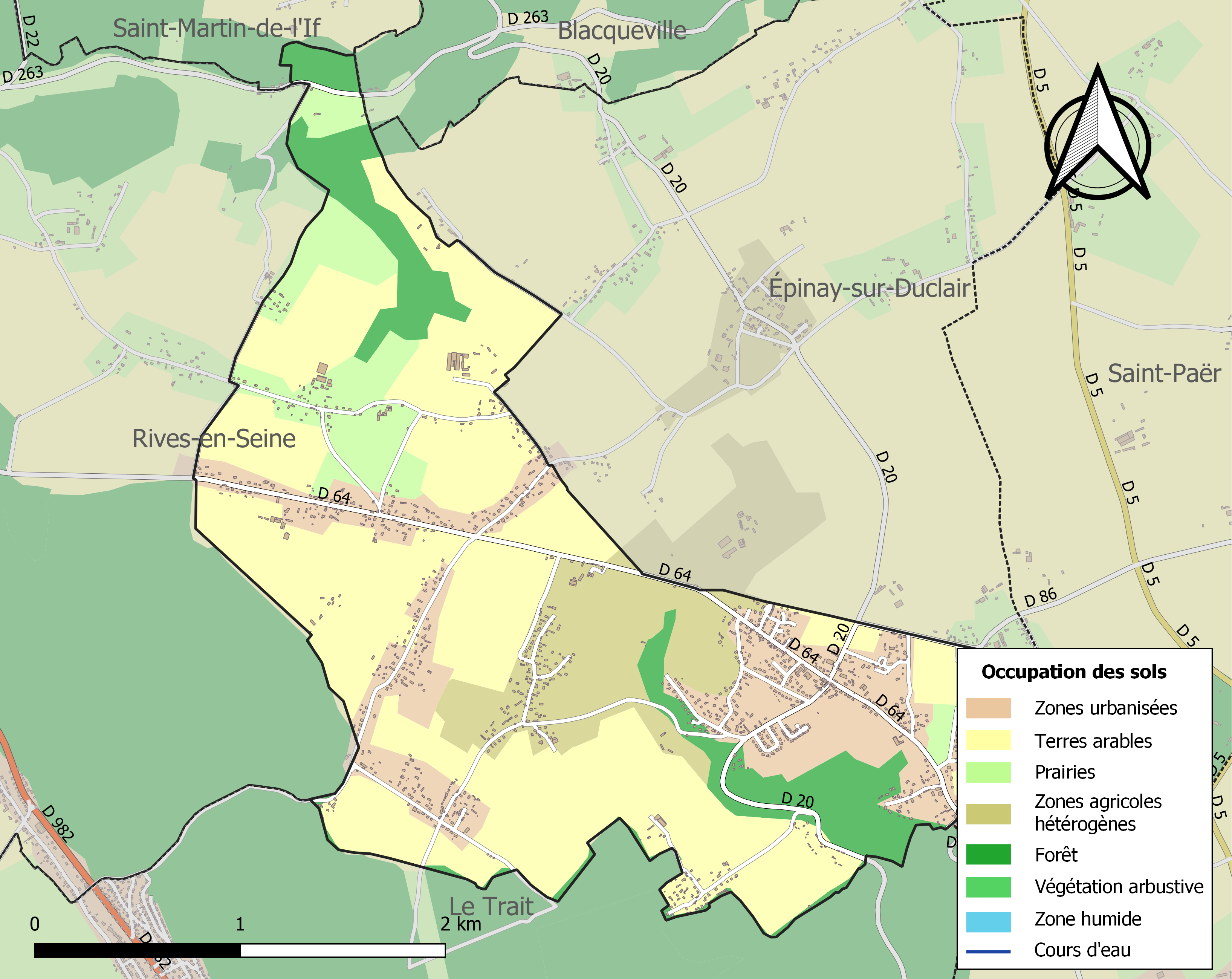
Kaart van de gemeente met de belangrijkste infrastructuur, bodemgebruik en omliggende gemeenten

## Demografie
Onderstaande figuur toont het verloop van het inwonertal (bron: INSEE-tellingen).